# Semiothisa affinis
Semiothisa affinis là một loài bướm đêm trong họ Geometridae.